# Vossenjacht (radio)

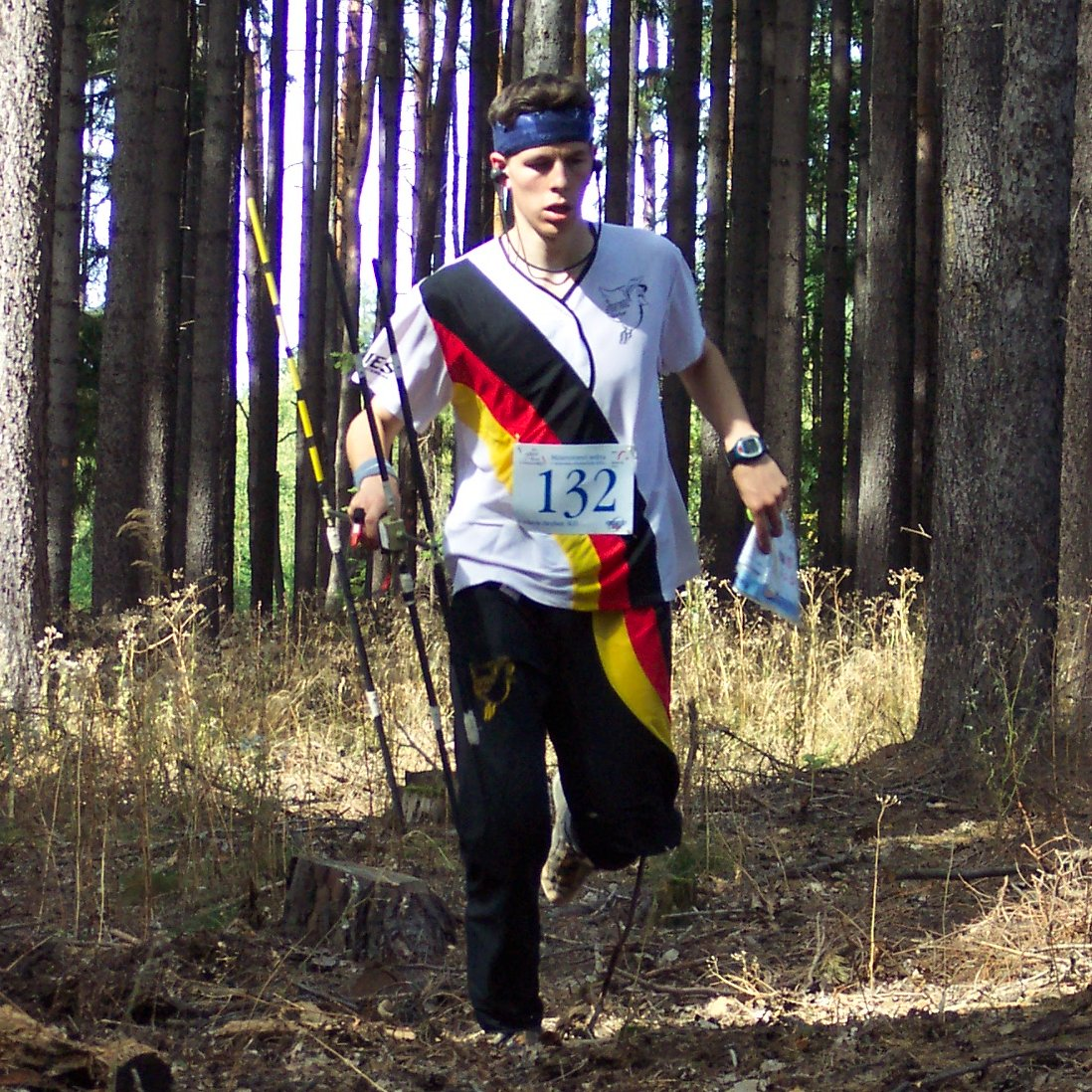
Vossenjacht (ARDF) 2m

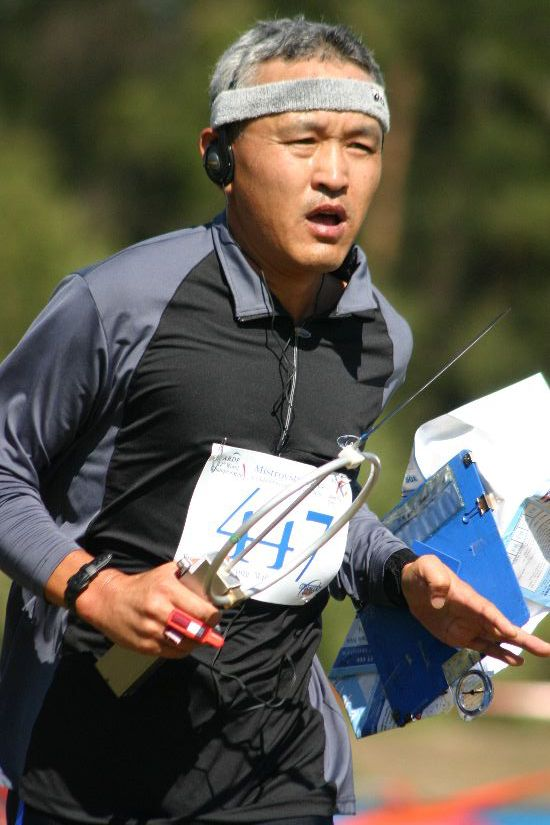

Een vossenjacht (ook radio-vossenjacht, amateur-radiopeilen en ARDF naar de Engelse uitdrukking amateur radio direction finding) is een behendigheidsspel waarbij het de bedoeling is een radiozender uit te peilen door middel van een radio-ontvanger voorzien van een veldsterktemeter en een richtantenne of een echte professionele radiorichtingzoeker, en een landkaart en kompas.

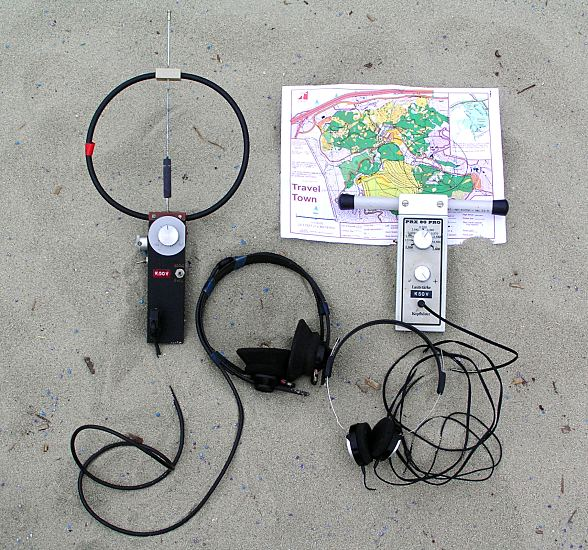
Ontvangers en kaart voor de vossenjacht (ARDF) 80m

Het spel wordt beoefend door radioamateurs, scouts en militairen. Voor ARDF radioamateurs gebruiken frequenties in twee bands:
- Ultrakorte golf die loopt van 144 - 146 MHz (in golflengte 2 meter)
- Kortegolf die loopt van 3,5 - 3,8 MHz (80 meter)

Ergens is een zender verstopt die morsetekens (CW) uitzendt met een zeer klein vermogen. Aan de deelnemers wordt gevraagd de zender op een topografische kaart aan te geven. Dit kan door op verschillende punten te gaan staan en vervolgens de richting van het signaal op de kaart aan te tekenen met behulp van een lijn. Het snijpunt van de lijnen is de locatie van de zender. De locatie is het beste te bepalen door zo van zo veel mogelijk punten te meten en de richting zo nauwkeurig mogelijk in te tekenen. Geen sinecure als men bedenkt dat men bovendien de zender slechts een beperkte tijd laat uitzenden.
In het tweede deel van het spel wordt de zender verplaatst. Het is dan zaak de zender op te sporen door ernaartoe te lopen.
De nauwkeurigheid van de peiling (het eerste deel) en volgorde van aankomst bij de zender bepalen samen wie er gewonnen heeft.

## 27 MC
Op de vrije 27 MC-band wordt ook veel aan vossen gedaan. Nu de populariteit van de band terugloopt, neemt het aantal vossen af. Ook de oplopende brandstofprijzen hebben een negatief effect op de hobby.
Bij 27 MC-vossenjachten wordt vaak gestart op een vast startpunt (draaipunt). Nu verwachten de meeste vossen niet van iedereen dat ze speciaal naar dit punt rijden, maar ze garanderen wel dat hun signaal hier hoorbaar is. Hoe een vossenjacht precies georganiseerd wordt is regioafhankelijk. In de Randstad worden vaak gezelligheidsjachten georganiseerd. Hierbij gaat het vooral om de lol en is er geen wedstrijdelement. De Randstadvossen staan meestal met grote basisantennes op masten tot 35 meter hoog. In andere delen van het land zie je meer vossenjachten waarbij de vos het signaal uitzendt vanaf een mobiele antenne.
In de Regio Amsterdam worden aan kettingvossen gedaan. Dit houdt in dat er na het vinden van de vos doorgevost wordt. De eerste vos is vaak een "grotere vos" die met een mast en een basisantenne staat om een groter gebied te bestrijken. Die jager die als eerste de vos vindt, gaat een plekje zoeken om het tweede signaal te verzorgen. Wie hier weer als eerste binnenkomt mag de volgende vos zijn. Dit herhaalt zich totdat iedereen moe is en huiswaarts keert. Bij dit soort vossenjachten is het gebruikelijk dat iedereen op hetzelfde startpunt start (draaipunt). Dit om iedereen gelijke kansen te geven aangezien er bij dit soort jachten wel een wedstrijdelement is.
Een derde variant zijn de kilometervossen. Dit kom je vaker tegen in de regio Amersfoort maar ook in Twente en Friesland. Ook hierbij wordt er vaak meer dan een vos gereden, alleen worden deze hier door de organisatie verzorgd. Groot verschil met de kettingvossen is dat het er hier niet om gaat wie er als eerste binnenkomt bij een vos. Bij deze jachten is de winnaar de jager die de minste kilometers heeft moeten rijden om alle vossen te vinden. Voor deze variant wordt vaak gekozen om te voorkomen dat de deelnemers gaan racen.
Bij alle varianten is het gebruikelijk dat er een sirene uitgezonden wordt. Dit signaal wordt 1 minuut lang uitgezonden waarna er een halve minuut gepauzeerd wordt. Vervolgens is de sirene weer 1 minuut hoorbaar. Bij de Kettingvossen wordt er ook muziek of modulatie uitgezonden doordat niet iedereen een vossenpiep (signaalgever) heeft maar wel iedereen de volgende vos kan zijn.
In principe gaat het peilen bij alle varianten hetzelfde. De jagers gebruiken meestal een korte antenne zo veel mogelijk achter op de auto (bijvoorbeeld de trekhaak) om een richteffect in hun auto te krijgen. Door nu een rondje te draaien op een rotonde of parkeerplaats kan de jager op zijn S-meter zien welke kant op het signaal het sterkst is wat natuurlijk ook de kant is die hij (of natuurlijk zij) op moet. Vaak gebruiken vossenjagers een groter overzichtelijkere S-meter om het verschil in ontvangst beter te zien. Het gebruik van een verzwakker (vaak in vijf standen) is meestal nodig, omdat het volle signaal (volle bak) al bereikt kan worden op honderden meters afstand van de vos. Door de verzwakker te gebruiken daalt het S-punt weer, waardoor men weer kan peilen.

## Opsporing
Professioneel wordt dezelfde techniek gebruikt in de strijd tegen illegale radiozenders (zij het in oorlogstijd verzetszenders zij het in vredestijd radiopiraten). In Nederland bracht de Radiocontroledienst, in België de BIPT zodoende in de jaren zeventig en tachtig menig vrijeradioavontuur tot een vroegtijdig einde.
Daarnaast is de techniek toepasbaar om diegene die noodsignalen uitzendt te lokaliseren, en andersom kan een ieder, door de ontvangstrichting van meerdere radiosignalen van verspreide radiobakens op een kaart uit te tekenen, de geografische positie bepalen.